# Karim Matmour
Karim Matmour, född 27 juni 1985 i Strasbourg, Frankrike, är en franskfödd algerisk fotbollsspelare som sedan januari 2016 spelar för den engelska klubben Huddersfield Town och Algeriets fotbollslandslag.